# Abraxas epipercna
Abraxas epipercna là một loài bướm đêm trong họ Geometridae.